# Гора Кісо-Кома
Гора́ Кісо́-Кома́ (яп. 木曽駒ヶ岳, きそこまがたけ, МФА: [kʲiso komagatake], «гора Коник в Кісо») або гора́ Кома (яп. 駒ヶ岳, こまがたけ, МФА: [komagatake], «гора Коник») — гора в Японії, в центрі острова Хонсю. Розташований на південному заході префектури Наґано. Найвища точка гір Кісо. Інші назви — Нісі-Кома. Висота — 2956 м.

## Короткі відомості
Гора Кісо-Кома має округлі обриси. Вона оточена меншими горами — Хокен, Іна-Мае та Кісо-Мае. В районі вершини ростуть альпійські рослини — едельвейси, гострочовники, митники.
На південному сході гори Хокен, на висоті 2611 м розташований льодовиковий кар Сендзьодзікі. Влітку 1967 року до краю цього кару була протягнута канатна дорога з міста Комаґатаке, довжиною 2333 м, що є найдовшою канатною дорогою в Японії. Від залізничної станції Комаґатаке до початку дороги, розміщеного у підніжжя гори Кісо-Кома, ходить автобус. Сходження на гору пішки займає один день; з використанням автобусів і канатної дороги — 2 години.
В середньовіччі гора Кісо-Кома була об'єктом поклоніння синтоїстів і вшановувалася як божество дощу. Місцеві мешканці часто здіймалися на гору для проведення обрядів під час посухи. За переказами, 1532 року мандрівник Токухара Тьодаю вшановував на гірській вершині божество їжі Укемоті. В ранньому новому часі на схилі гори було споруджене синтоїстське святилище, що збереглося до початку 21 століття.
В 20 столітті у підніжжя гори Кісо-Кома, де простягалися луки Іна й Кісо, були споруджені туристичні бази та майданчики для гольфу.